# Afwateringskanaal Meijel-Neer aan de Maas
Het Afwateringskanaal van Meijel naar de Maas is een kanaal in Nederlands Limburg. Het verbindt de Noordervaart (te Meijel) met de Maas (te Neer).

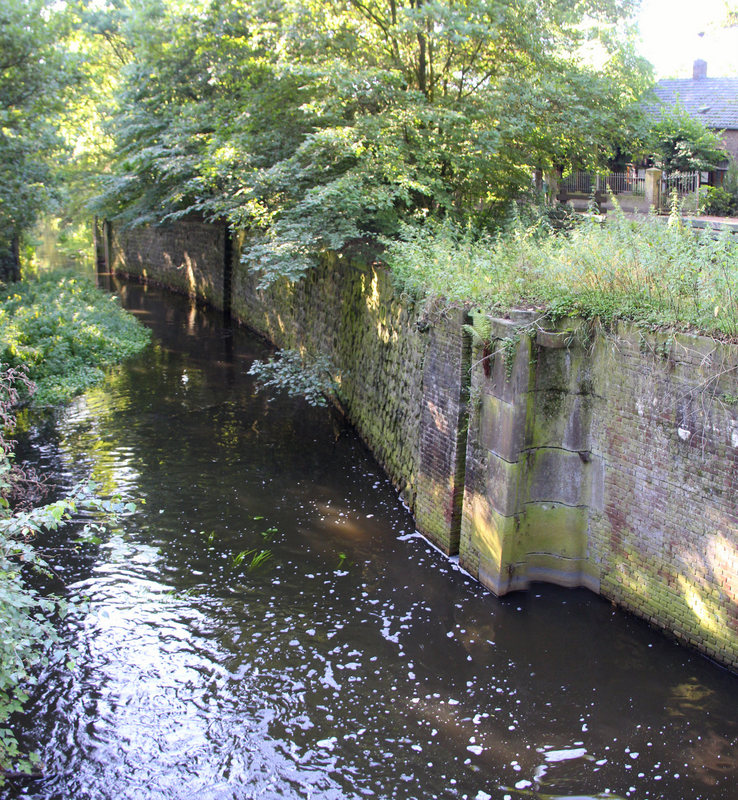
De historische "sluis 2"

In 1853 werd begonnen aan de Helenavaart, een ontwateringskanaal door de Peel. Ze mondt uit in de Noordervaart, en deze leidt verder naar de Zuid-Willemsvaart. De landeigenaars langs de Zuid-Willemsvaart wilden echter niet dat het zure veenwater in de Zuid-Willemsvaart geloosd werd, omdat het kanaalwater dan minder geschikt zou worden voor de vloeiweiden.
Rijkswaterstaat moest op zoek naar een alternatieve monding voor de Noordervaart. Aanvankelijk overwoog men de afwerking van de kanaalwerf Beringe–Venlo. In 1854 bleek dat een verbinding Beringe–Kessel goedkoper zou zijn. Later werd dit traject verder naar het zuiden verlegd, om samen te vallen met een bestaande waterloop (de "Gekke Graaf") die voorheen de grens tussen Horn en Gelre markeerde. De graafwerken werden uitgevoerd door verschillende aannemers tussen 1855 en 1861.
Het nieuwe kanaal had de volgende kenmerken:
- 2,5 m breed tussen de dijken
- diepgang van 1,5 m
- sluis 1 nabij "de Katsberg"
- een brug op de weg Roggel–Helden
- sluis 2 aan de Heideweg/Neerseweg
- een brug op de Napoleonsweg
- een overlaat onder deze brug

Dankzij de sluizen en de overlaat was het kanaal bevaarbaar tot aan de Napoleonsweg. Daar lag een kleine kade, om goederen gemakkelijk over te laden op karren. Het ging veelal om turf, mest en steenkool. Het waterpeil moest echter zó hoog liggen voor de scheepvaart, dat verschillende venen ten westen van Helden niet droogvielen.
In 1929 was het Kanaal Wessem-Nederweert klaar. Het Afwateringskanaal moest niet langer bevaarbaar gehouden worden. In 1932 ging het kanaal over naar de gemeente Helden, die het waterpeil meteen verlaagde. Nu konden ook de venen in Helden hun water kwijt.
Vanwege de algemene daling van het grondwaterpeil sinds 1970 is het watervoerende belang van het kanaal drastisch afgenomen. Tegenwoordig wordt het nog slechts gevuld vanuit enkele plaatselijke grachten, zoals de Snepheiderbeek en de Wijnbeek.

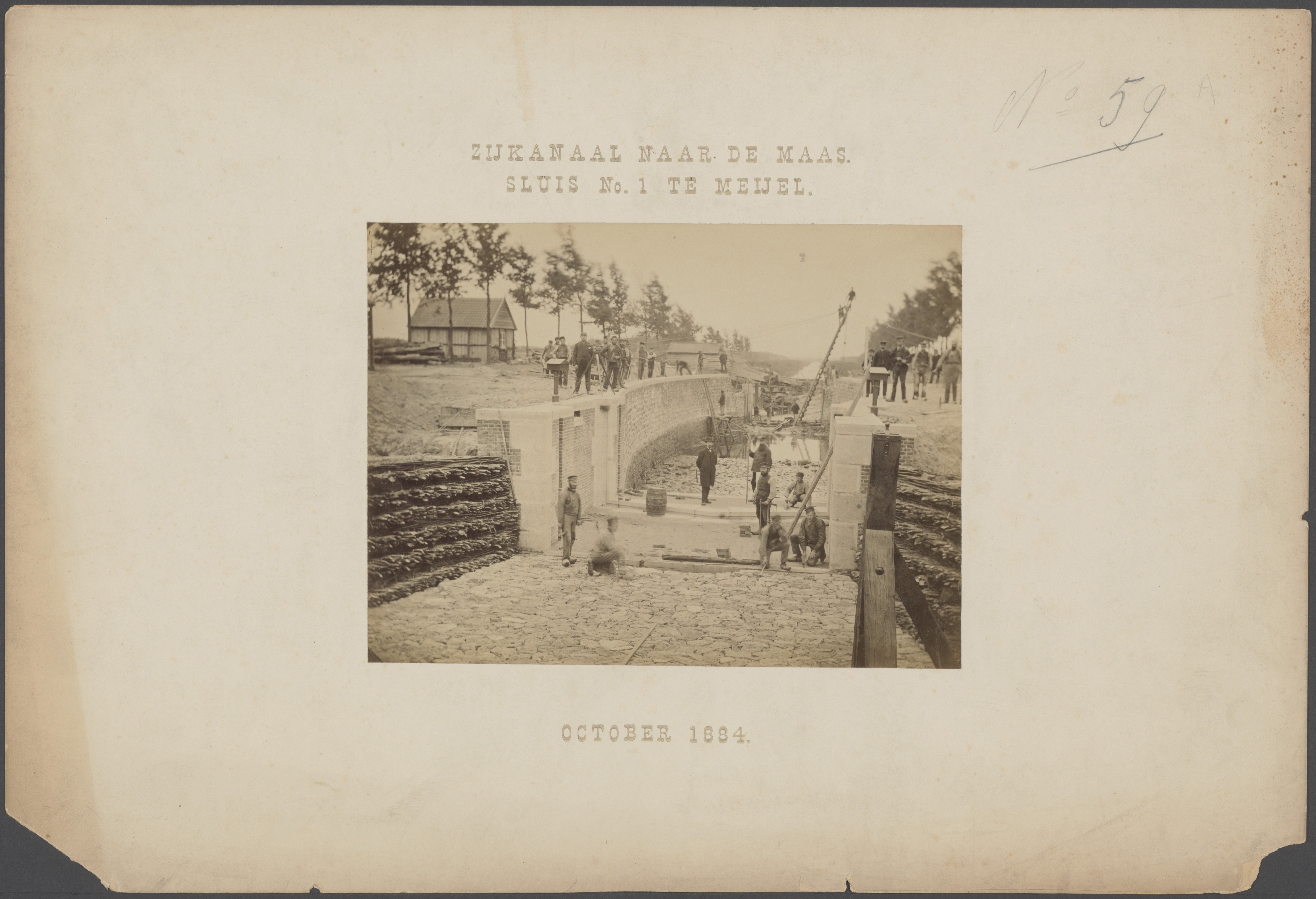
Heropbouw van de sluizen (1884)
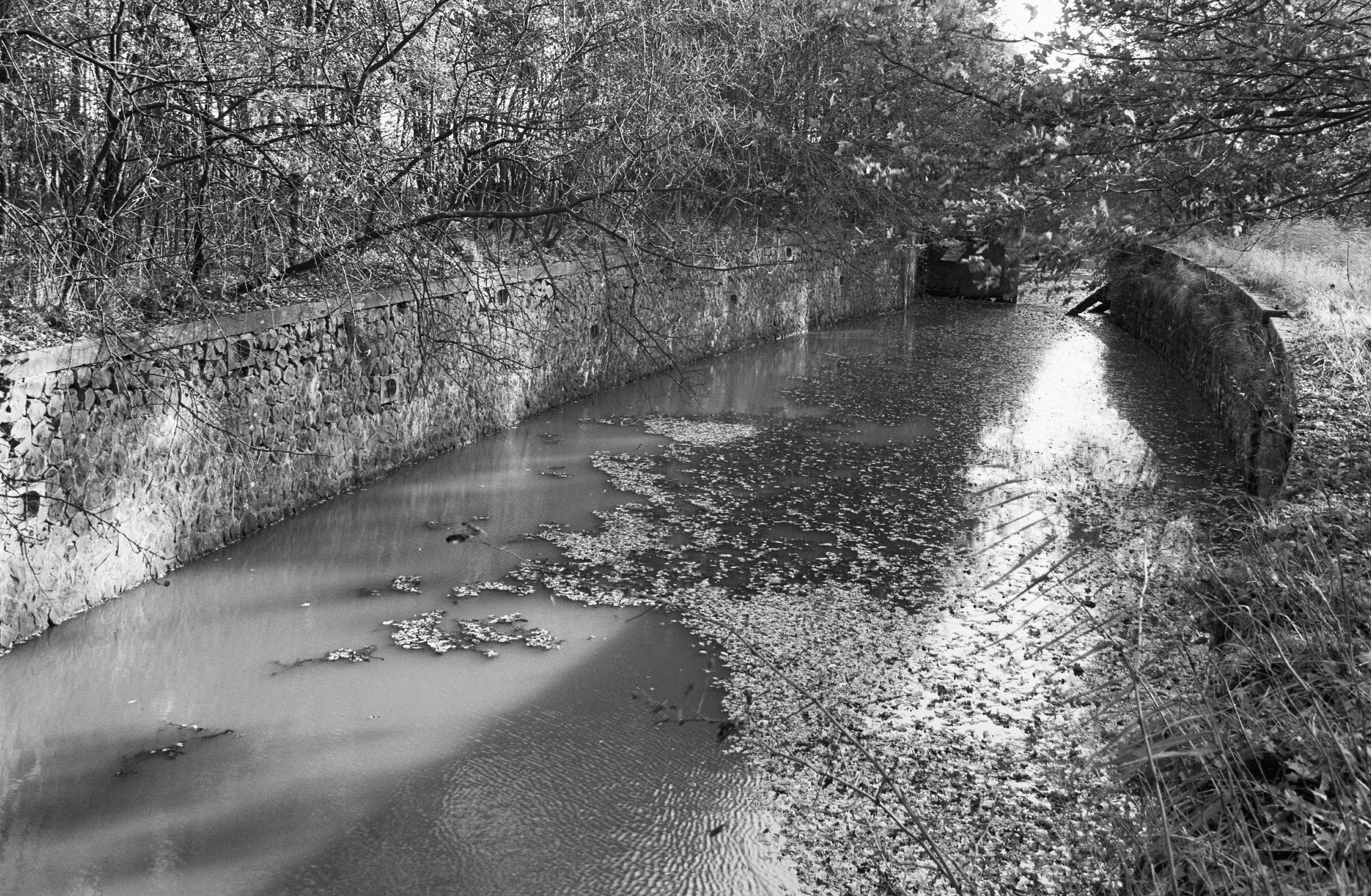
Sluis 1 in 1978